# Phycosoma altum
Phycosoma altum är en spindelart som först beskrevs av Eugen von Keyserling 1886.  Phycosoma altum ingår i släktet Phycosoma och familjen klotspindlar. Inga underarter finns listade i Catalogue of Life.